# Epizoanthus vatovai
Epizoanthus vatovai is een Zoanthideasoort uit de familie van de Epizoanthidae. De wetenschappelijke naam van de soort is voor het eerst geldig gepubliceerd in 1935 door Pax & Lochter.